# Ловрич, Драган
Дра́ган Ло́врич (хорв. Dragan Lovrić; род. 3 января 1996, Сплит) — хорватский футболист, защитник клуба «Оцелул».

## Клубная карьера
Воспитанник детской академии ГОШК. На юношеском уровне выступал за «Омладинац» (Утро), «Адриатик» (Сплит), «Сплит» и «Горица (Великая Горица)». В 2014 году перебрался в академию «Катании». С 1 июля 2015 года играл за «Катанию U-19». Впервые в заявку первой команды клуба попал 18 мая 2014 года на победный (2:1) домашний поединок 38-го тура Серии A против «Аталанты», но так и остался на скамейке запасных. В следующем сезоне дважды попадал в заявку на поединки Серии B, но ни в одном из них на поле не появлялся.
В 2015 году отправился в аренду к представителю третьего дивизиона итальянского чемпионата «Акрагас». На профессиональном уровне дебютировал 31 октября 2015 в ничейном (1:1) выездном поединке 9-го тура Серии C против римского «Расинга». Драган вышел на поле на 82-й минуте, заменив Джузеппе Мадонию. Осенью и зимой 2015 года появлялся на поле в 3-х матчах с Серии C за «Акрагас». В следующем году уже выступал в аренде в клубе второго дивизиона Хорватии «Шибеник». Дебютировал в новой команде 19 августа 2016 года в победном (2:1) выездном поединке Второй лиги Хорватии против «Хрватского Драговоляца». Ловрич вышел на поле на 37-й минуте, заменив Грго Живковича. Однако этот матч так и остался единственным для защитника в составе «Шибеника».
В конце июня 2017 вернулся в «Катанию», которая к тому времени уже опустилась в Серию C. Дебютировал за первую команду клуба 4 ноября 2017 в победном (4:1) домашнем поединке 12-го тура Серии C против «Бишелье». Ловрич вышел на поле на 84-й минуте, заменив своего соотечественника Луку Богдана. В конце января 2018 отправился в свою очередную аренду, в «Алессандрию». В футболке своего нового клуба дебютировал 3 апреля 2018 в ничейном (0:0) домашнем поединке 28-го тура Серии C против «Арцакены». Драган вышел на поле на 67-й минуте, заменив Маттео Фиссоре. Весной 2018 года сыграл 5 матчей за «Аллесандрию» в Серии C. В конце июня 2018 года вернулся в «Катанию», после чего сыграл 3 матча в Серии C и 2 поединка в кубке Италии. 18 июля 2019 покинул команду свободным агентом, после чего почти полгода находился без клуба.
В середине февраля 2020 перешёл в клуб второго дивизиона чемпионата Хорватии «Дугополе». В футболке нового клуба дебютировал 23 февраля 2020 в проигранном (0:3) выездном поединке 17-го тура Второй лиги Хорватии против «Кроации» (Змиявци). Драган вышел на поле в стартовом составе и отыграл весь матч. Успел сыграть 3 матча во Второй лиге Хорватии.
17 июля 2020 года перебрался в «Зриньски», но не сыграв ни одного официального матча, 1 сентября 2020 года перешёл в словенскую «Муру». В футболке «Муры» дебютировал 20 сентября 2020 в победном (1:0) домашнем поединке 4-го тура Первой лиги Словении против «Горицы». Ловрич вышел на поле в стартовом составе и отыграл весь матч. В составе словенского клуба сыграл 21 матч в чемпионате и 1 поединок в национальном кубке.
18 августа 2021 усилил «Кривбасс». В футболке криворожского клуба дебютировал 18 августа 2021 в проигранном (1:3 пенальти, 1:1 — основное время) выездном поединке второго квалификационного раунда кубка Украины против «Николаева». Драган вышел на поле в стартовом составе и отыграл все 120 минут.

## Карьера в сборной
В 2015 году провёл 1 поединок в футболке юношеской сборной Хорватии (U-20).